# Shunichiro Okano
Shunichiro Okano (en japonès 岡野 俊一郎; Prefectura de Tòquio, 28 d'agost de 1931 - Tòquio, 2 de febrer de 2017) fou un futbolista japonès que va disputar dos partits amb la selecció japonesa.
El setembre de 1990 passà a ser membre del Comitè Olímpic Internacional i el 1995 del Comitè Organitzador del Torneig Olimpic de la FIFA.